# فوتبال زنان در پاکستان
فوتبال زنان در پاکستان به‌طور رسمی از سال ۲۰۰۲ و با تأسیس اولین باشگاه فوتبال زنان، باشگاه فوتبال زنان دیا، آغاز شد. با وجود چالش‌هایی مانند هنجارهای اجتماعی و منابع محدود، فوتبال زنان در پاکستان به مرور زمان حمایت قابل توجهی را به دست آورده است.
یکی از موانع رشد این ورزش، مربی‌گری مردان است، بنابراین فدراسیون فوتبال پاکستان در تلاش است تا زنان بیشتری را در زمینه مربی‌گری و داوری وارد کند.

## تاریخچه
فوتبال زنان در پاکستان شاهد رشد و پیشرفت قابل توجهی بوده و به تدریج جایگاه خود را در فوتبال کشور پیدا کرده است. آغاز فوتبال زنان در پاکستان به سال ۲۰۰۲ برمی‌گردد که با تأسیس باشگاه فوتبال زنان دیا، که اولین باشگاه فوتبال زنان بود، شروع شد.
با توجه به مشارکت محدود زنان در این ورزش که عمدتاً محدود به قشر مرفه کشور بودند، این ورزش ابتدا با حمایت دولت و به خصوص رئیس‌جمهور پیشین پاکستان یعنی پرویز مشرف رشد قابل توجهی را تجربه کرد. سرانجام فدراسیون فوتبال پاکستان اولین بازی فوتبال زنان را در سپتامبر ۲۰۰۴ برگزار کرد. اولین دوره مسابقات قهرمانی فوتبال بانوان کشور یک سال بعد برگزار شد. تأسیس مسابقات قهرمانی فوتبال بانوان کشور نقطه عطف مهمی بود که فرصتی را برای فوتبالیست‌های زن فراهم کرد تا مهارت‌های خود را در سطح داخلی به نمایش بگذارند. این مسابقات قهرمانی، که با حضور تیم‌هایی از مناطق مختلف کشور برگزار می‌شود، به شناسایی استعدادها و توسعه کلی فوتبال زنان در کشور کمک می‌کند.

### ۲۰۱۰: تشکیل تیم ملی زنان
تیم ملی فوتبال زنان پاکستان در سال ۲۰۱۰ تأسیس شد و اولین حضور بین‌المللی خود را در یازدهمین دوره بازی‌های جنوب آسیا در داکا تجربه کرد. این تیم اولین بازی خود را در ۳۱ ژانویه ۲۰۱۰ مقابل هند در استادیوم بنگاباندو برگزار کرد. در این مسابقات، تیم پاکستان همچنین با بنگلادش، سری‌لانکا و نپال رقابت کرد. تیم پاکستان در برابر سری‌لانکا به دلیل واکوور پیروز شد، اما در دو بازی دیگر شکست خورد و در نهایت در رتبه چهارم از پنج تیم قرار گرفت. در دسامبر ۲۰۱۰، تیم تحت سرپرستی مربی طارق لطفی در جام بانوان فدراسیون فوتبال جنوب آسیا که در استادیوم کاکس بازار برگزار شد، شرکت کرد. تیم پاکستان در گروه B به مقام دوم رسید و در برابر مالدیو (۲–۱) و افغانستان (۳–۰) پیروز شد، اما با نتیجه سنگین ۰–۱۲ به نپال باخت. تیم هند در نیمه‌نهایی حریف پاکستان بود و پاکستان با نتیجه ۸–۰ شکست خورد و از دور رقابت‌ها کنار رفت. در این تورنمنت، مهوش خان به عنوان اولین گل‌زن تاریخ فوتبال زنان پاکستان در بازی مقابل مالدیو شناخته شد. پس از این مسابقات رسمی، پاکستان برای اولین بار در ۱۸ مارس ۲۰۱۱ به رتبه‌بندی جهانی فوتبال زنان فیفا وارد شد و در رتبه ۱۲۱ جهانی و ۲۲ آسیایی قرار گرفت.
در سال‌های اخیر، توجه بیشتری به برنامه‌هایی معطوف شده است که به تشویق دختران جوان برای ورود به فوتبال می‌پردازد. این برنامه‌ها بر فراهم کردن دسترسی به مهارت‌های مربی‌گری، توسعه امکانات تمرکز دارند. با حمایت و شناسایی مستمر، فوتبال زنان در پاکستان آماده است تا در سال‌های آینده نقشی مهم در چشم‌انداز ورزشی کشور ایفا کند.

## مسابقات جام

### بزرگسالان
مسابقات قهرمانی فوتبال زنان ملی: این مسابقات سالانه از سال ۲۰۰۵ توسط فدراسیون فوتبال پاکستان آغاز شد.
قهرمانی فوتبال زنان بین‌باشگاهی: این مسابقات باشگاهی به منظور ایجاد رقابت میان تیم‌های باشگاهی کشور برگزار شد و تیم‌های دپارتمانی را از دیگر تیم مستثنی کرد. شش دوره از این مسابقات برگزار شده است که آخرین دوره آن در سال ۲۰۱۴ برگزار شد.

### جوانان
مسابقات قهرمانی فوتبال زنان زیر ۱۶ سال شاهلیلا بلوچ: این مسابقات داخلی سالانه برای تیم‌های زیر ۱۶ سال توسط فدراسیون فوتبال پاکستان برگزار می‌شود. این تورنمنت که در سال ۲۰۱۴ با نام قهرمانی بین‌باشگاهی زنان زیر ۱۶ سال ملی تأسیس شد، به یاد شاهلیلا بلوچ، مهاجم تیم ملی فوتبال زنان پاکستان که در سال ۲۰۱۶ در تصادف خودرو جان باخت، به نام قهرمانی فوتبال زنان زیر ۱۶ سال شاهلیلا بلوچ تغییر نام داد.